# Vasile Cucu
Vasile Cucu (n. 30 ianuarie 1883, Ucea de Jos, județul Brașov, Transilvania – d. 18 iulie 1968, București, România) a fost un medic militar, locotenent, medic de circumscripție rurală la Viștea de Jos, județul Făgăraș în 1910, la Semlac, Șimandul de Jos și Comlăuș, județul Arad între 1910-1919, medic șef de serviciu la C.F.R. între 1919-1923, consilier de secție la Consiliul Dirigent, Resortul Ocrotirii sociale în 1919, medic șef al Municipiului Arad de la 1921 până în 1938. A reprezentat circumscripția electorală Sfânta Ana, județul Arad, la Marea Adunare Națională de la Alba Iulia.

## Date biografice
Vasile Cucu s-a născut la 30 ianuarie 1883 în comuna Ucea de Jos, județul Brașov, fiind unul dintre cei trei copii (avea frați pe Nicolae și Gheorghe) ai familiei învățătorului Nicolae Cucu și a casnicei, Susana.
După desfășurarea studiilor și începerea activității profesionale, în anul 1914, s-a căsătorit cu Aurelia Burdan cu care a avut doi copii: Viorica și Nicolae Bujor (viitoare personalități în domeniul medical). În plus, în contextul pensionării sale la 31 mai 1938, familia s-a mutat la București pentru ca cei doi copii să beneficieze de un parcurs academic calitativ.
Printre prietenii de seamă ai lui pot fi menționați profesorii Onisifor Ghibu, Iuliu Moldovan, Iuliu Hațieganu și dr. Dominic Stanca.

## Studii și activitatea profesională
Încheindu-și studiile liceale la Brașov, a urmat apoi Facultatea de Medicină la Cluj, la Budapesta și la Viena. Acest fapt a fost realizabil prin beneficierea unei burse de studiu, urmând ca, la 23 decembrie 1907, să obțină titlul de doctor în medicină la Universitatea din Budapesta.
Odată cu încheierea studiilor superioare, a fost numit în grad de locotenent al armatei austro-ungare între 1908-1910. După această perioadă, Vasile Cucu este relatat apoi în postura de medic de circumscripție rurală în Transilvania, mai exact în Viștea de Jos, în Semlac, Șimandul de Jos și în Comlăuș.
Momentul izbucnirii Primului Război Mondial, l-a găsit pe Vasile Cucu în frontul din Galiția și Albania, urmând ca, la încheierea lui în anul 1918, să aibă funcția de medic de circumscripție în comuna Sântana-Comlăuș, respectiv funcția de membru al Gărzii Naționale Române. Distribuind sătenilor rolul esențial al Marii Adunări Naționale, este ales, la 24 noiembrie, ca delegat cu credențional la acest eveniment.
După contextul anului 1918, este solicitat de către Consiliul Dirigent în postul de consilier de secție la Resortul Ocrotorilor Sociale între lunile martie-septembrie ale anului 1919, servind, în același an și ca medic inspector sanitar la C.F.R Arad până în anul 1923. Va obține, însă, și funcția de medic-șef al Municipiului Alba, funcție ocupată de el până la pensionare.
În anii următori, a urmat, timp de doi ani, cursurile de pregătire în stomatologie la Facultatea de Medicină din București, pentru ca apoi Vasile Cucu să-și deschidă un cabinet particular de stomatologie în anul 1942. Ulterior, a fost preluat de fiul său, Bujor, șase ani mai târziu.

## Alte funcții ale activității profesionale
Conform firului biografic al lui Marin Florea, pot fi amintite următoarele funcții ale lui Vasile Cucu, din Arad: medic și profesor de igienă (1921-1926) în cadrul Școlii superioare de comerț, respectiv la liceul de băieți Moise Nicoară, vicepreședintele Societății naționale a Crucii Roșii a României, membru al Consiliului Societății de ocrotire a orfanilor de război, membru de onoare în cadrul Asociației culturale ASTRA, vicepreședinte al Asociației ocrotirii mamelor și tot vicepreședinte în cadrul Asociației pentru profilaxia tuberculozei.

## Acte notabile în activitatea profesională
Conform Buletinul municipiului Arad (1928-1938), pot fi menționate următoarele acte notabile: înființarea și organizarea Spitalului-sanatoriu de tuberculoși din Arad, elaborarea unei serii de regulamente pentru spitalul în cauză, pentru Căminul infirmilor și al combaterii bolilor venerice, pentru Stația de dezinfectare și deparazitare, pentru salubritate publică și altele.

## Distincții
- Ordinul Coroana României, primind grad de cavaler (22 noiembrie 1922)
- Crucea Meritul Sanitar (30 octombrie 1925)[6]

## Moartea
Vasile Cucu a decedat la 18 iulie 1986 de accident vascular cerebral ischemic, fiind înmormântat în Cimitirul Bellu, București.